# Peinture sous verre du Sénégal

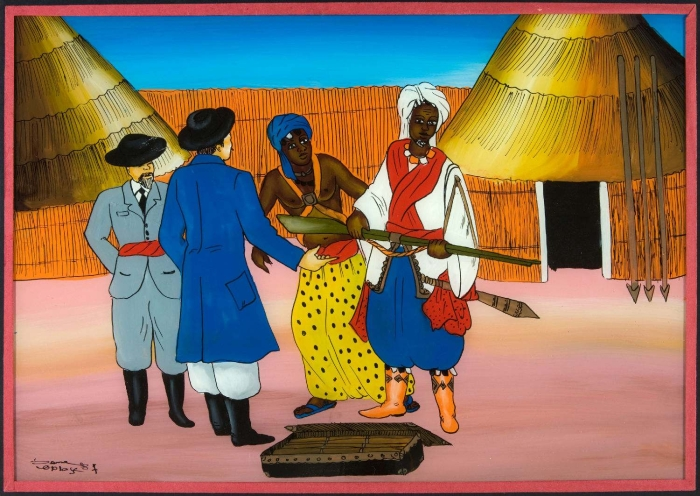
Fixé représentant une scène du commerce des esclaves

La peinture sous verre (suweer ou souwèr en wolof) est une technique artistique particulièrement populaire au Sénégal, même si on la trouve aussi dans quelques autres pays d'Afrique.

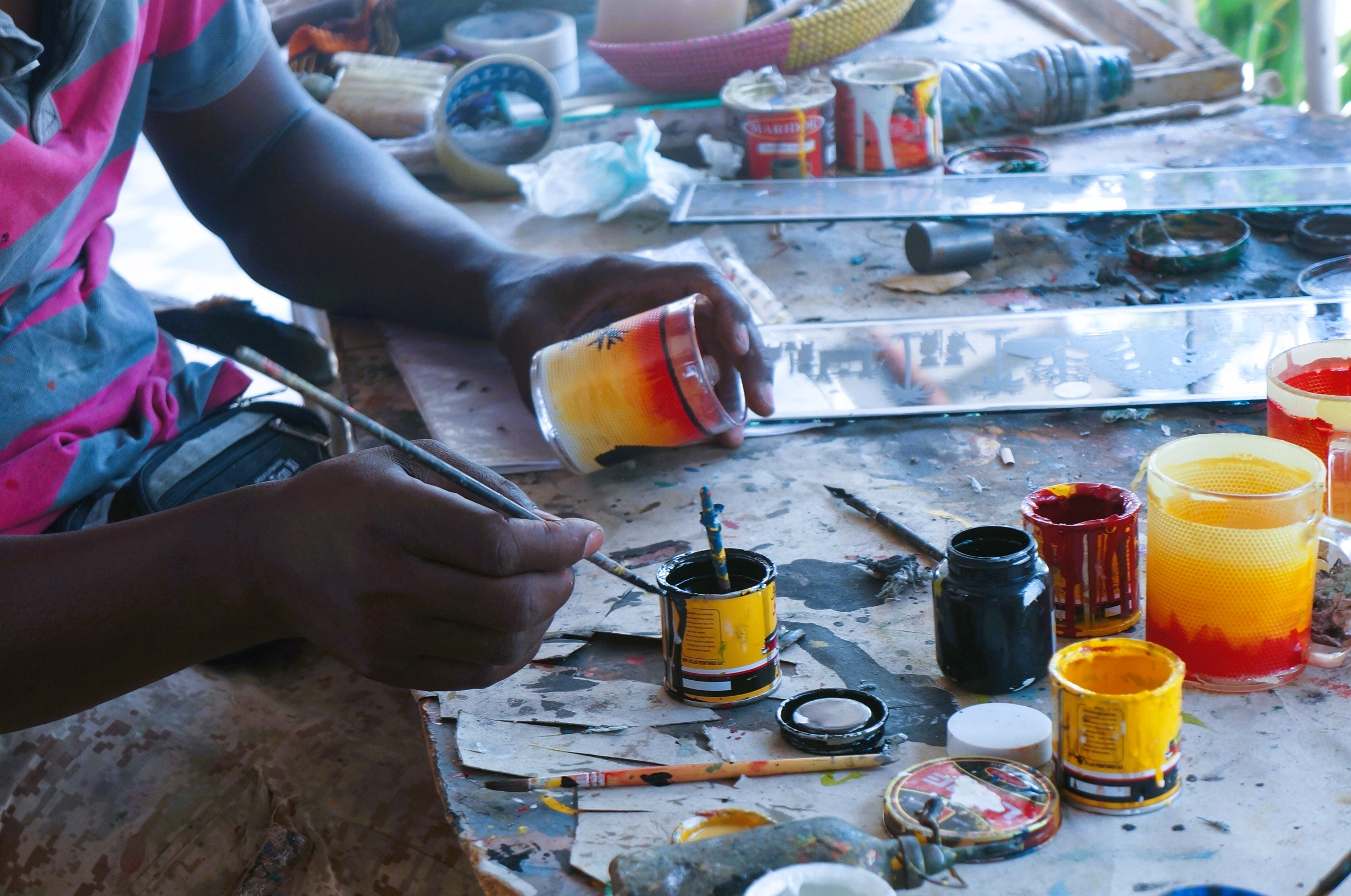
De la Peinture au village artisanal de Thies 11

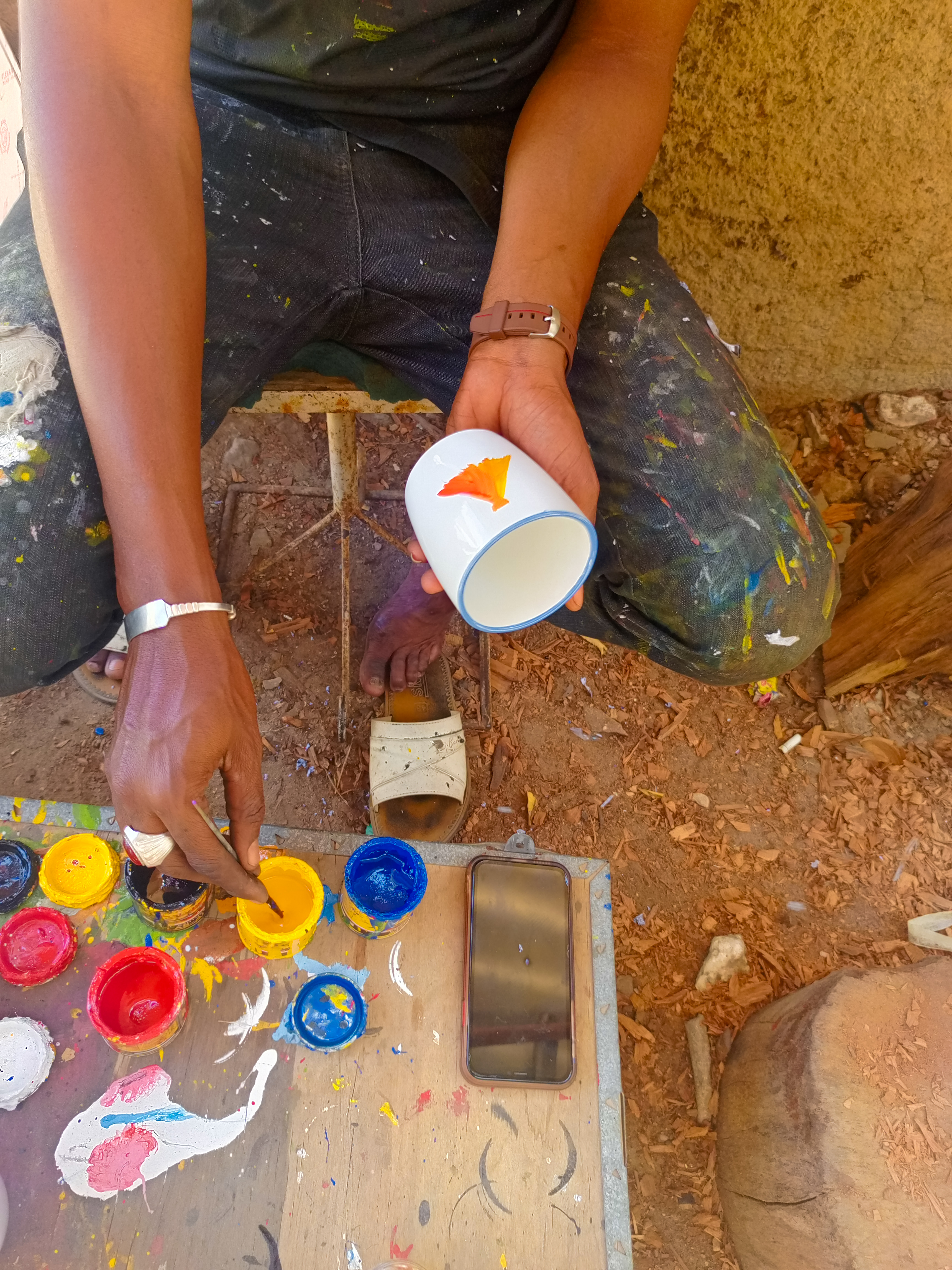
Décoration de mugs (tasse) au village artisanal de soumbedioune

## Histoire
La technique est connue en Occident depuis l'Antiquité. Au Moyen Âge on l'utilisait notamment pour les crucifix et les reliquaires. Art savant sous la Renaissance, à Venise et Murano, la peinture sous verre devient un art populaire dans l'Europe du XVIIIe siècle.
À travers l'Italie et le Moyen-Orient (Turquie), elle est introduite vers 1890 au Maghreb, puis de là, au début du XXe siècle, au Sénégal, par l'intermédiaire des marchands arabes et berbères, des marabouts et des lettrés musulmans sénégalais.

## Technique
Cette technique consiste à représenter les motifs sur du verre à vitre dans l'ordre inverse par rapport au projet de départ. On commence ainsi par la signature et les détails avant d'aborder les fonds qui sont traités en deux étapes : les contours sont peints en premier à l'aide d'une gouache, les surfaces ainsi délimitées sont brossées ensuite.
La vitre protège la peinture et lui donne son aspect lisse et brillant caractéristique.

## Thématique

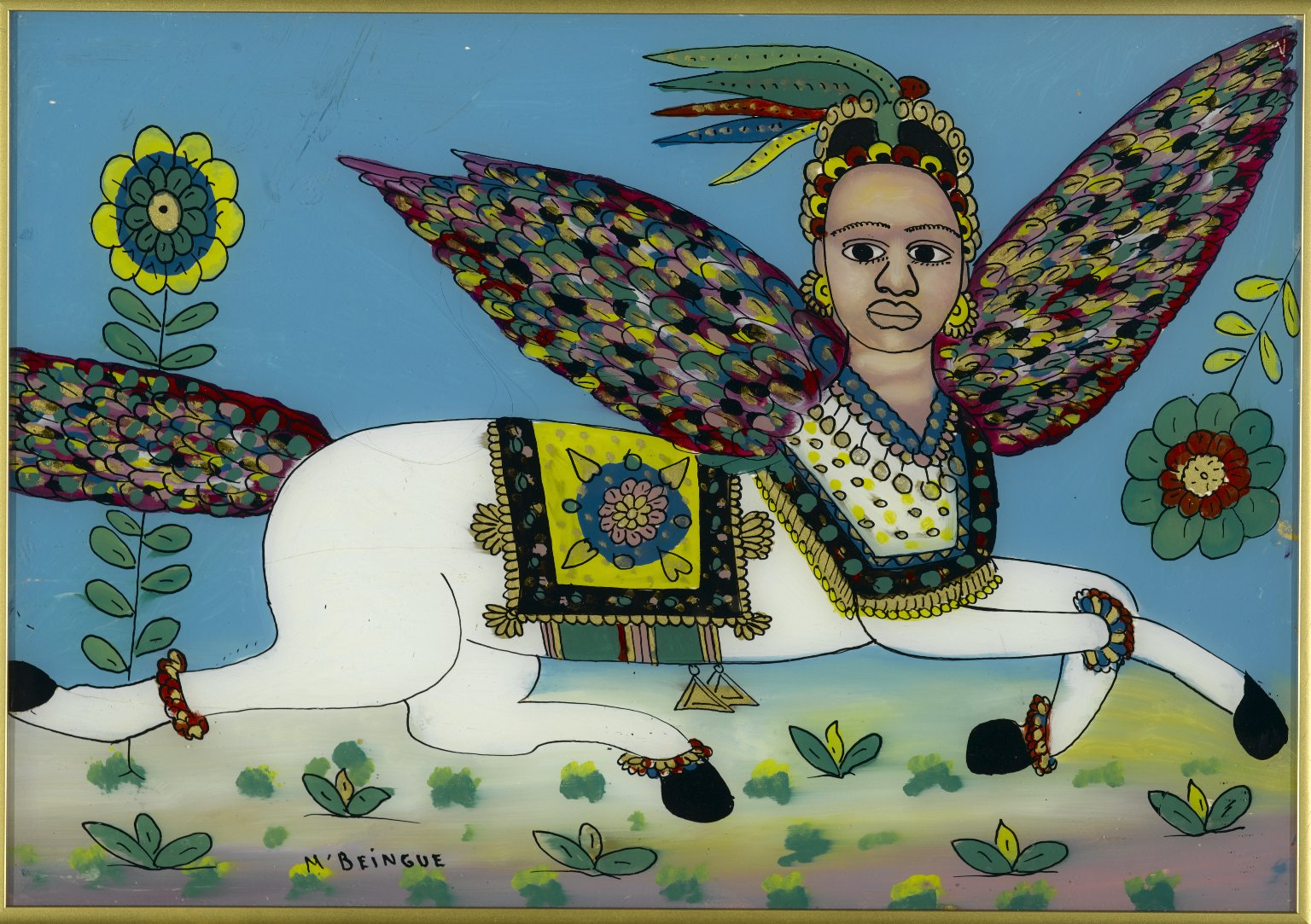
Al-Buraq

Ces tableaux – parfois désignés sous le nom de « fixés » – illustrent des scènes de la vie quotidienne, mais abordent aussi des sujets religieux tels que la vie du fondateur du mouridisme, Cheikh Amadou Bamba.

## Artistes
Ils sont souvent exécutés par des artisans dans la rue et vendus sur les marchés, mais quelques artistes ont acquis une véritable notoriété. C'est le cas de Moussa Sakho, Serigne Ndiaye, Fallou Dolly, Gora Mbengue, Mor Gueye, M'Bida, Lo Bâ, Alexis N'Gom, Sea Diallo, Is Fall's ou Anta Germaine Gaye.

## Galerie

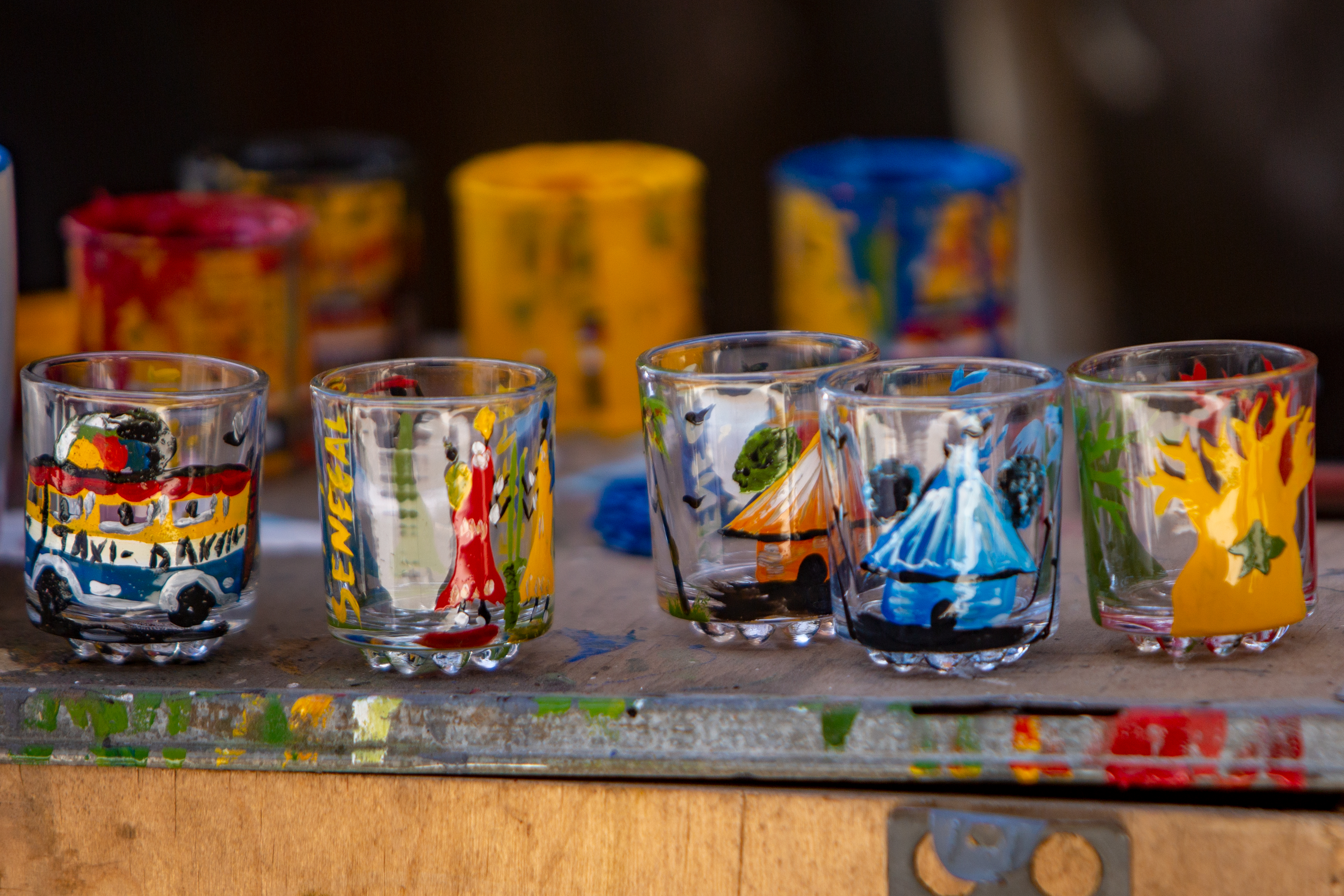
travail à main sur tasse au village des arts de Soumbedioune

### Filmographie
- Samba Félix Ndiaye, Amadou Diallo, un peintre sous verre, 1992, 13'